# Djefarima Diawara
Pour les articles homonymes, voir Diawara.
Djefarima Diawara, née le 13 septembre 1994 à Bamako, est une joueuse ivoirienne de basket-ball évoluant au poste d'ailier.

## Carrière
Membre de l'équipe nationale de basket-ball, Djefarima Diawara participe aux championnats d'Afrique 2017, 2019, 2021 et 2023.
Elle évolue en club au Duc Basketball de Dakar (Sénégal) avant de poursuivre en 2017 dans une carrière internationale.